# دانکن گودهیو
دانکن گودهیو (به انگلیسی: Duncan Goodhew) (زادهٔ ۲۷ مهٔ ۱۹۵۷) شناگر اهل بریتانیا است.